# Decimus Iunius Brutus Scaeva (consul en -325)
Pour les articles homonymes, voir Iunius Brutus.
 (novembre 2018).
Si vous disposez d'ouvrages ou d'articles de référence ou si vous connaissez des sites web de qualité traitant du thème abordé ici, merci de compléter l'article en donnant les références utiles à sa vérifiabilité et en les liant à la section « Notes et références ».
Decimus Iunius Brutus Scaeva (v.360/ v.320 av. J.-C.) est consul romain en 325 av. J.-C.
Piètre stratège et pillard, il porta la guerre chez les Vestins, alliés des Samnites dans le pays sabin, où les combats furent sanglants et ses pertes trop lourdes. Il prit cependant leurs villes Cutina et Cingilia qu'il mit à sac.